# Friedrich Hund
Friedrich Hund (Karlsruhe, 1896. február 4. – Göttingen, 1997. március 31.) német fizikus, akit az atomok és molekulák tanulmányozása terén elért eredményei tettek ismertté. Hund számos egyetemen tanított, többek között Rostockban, Lipcsében, Jénában, Frankfurtban és Göttingenben.
Hund olyan nagynevű fizikusokkal dolgozott együtt, mint például Erwin Schrödinger, Paul Dirac, Werner Heisenberg, Max Born és Robert Mulliken. Abban az időben Born asszisztense volt, és a kétatomos molekulák színképének kvantum interpretációján dolgozott.
A Hund-szabály róla kapta a nevét, amely kimondja: az elektronok az egyes atompályákon úgy helyezkednek el, hogy közülük minél több legyen a párosítatlan spin.
Hund 101 évesen halt meg.